# Kinesisk trollhassel
Kinesisk trollhassel,  Hamamelis mollis är en trollhasselart som beskrevs av Daniel Oliver. Hamamelis mollis ingår i släktet trollhasslar, och familjen trollhasselfamiljen. Inga underarter finns listade i Catalogue of Life.

## Bildgalleri

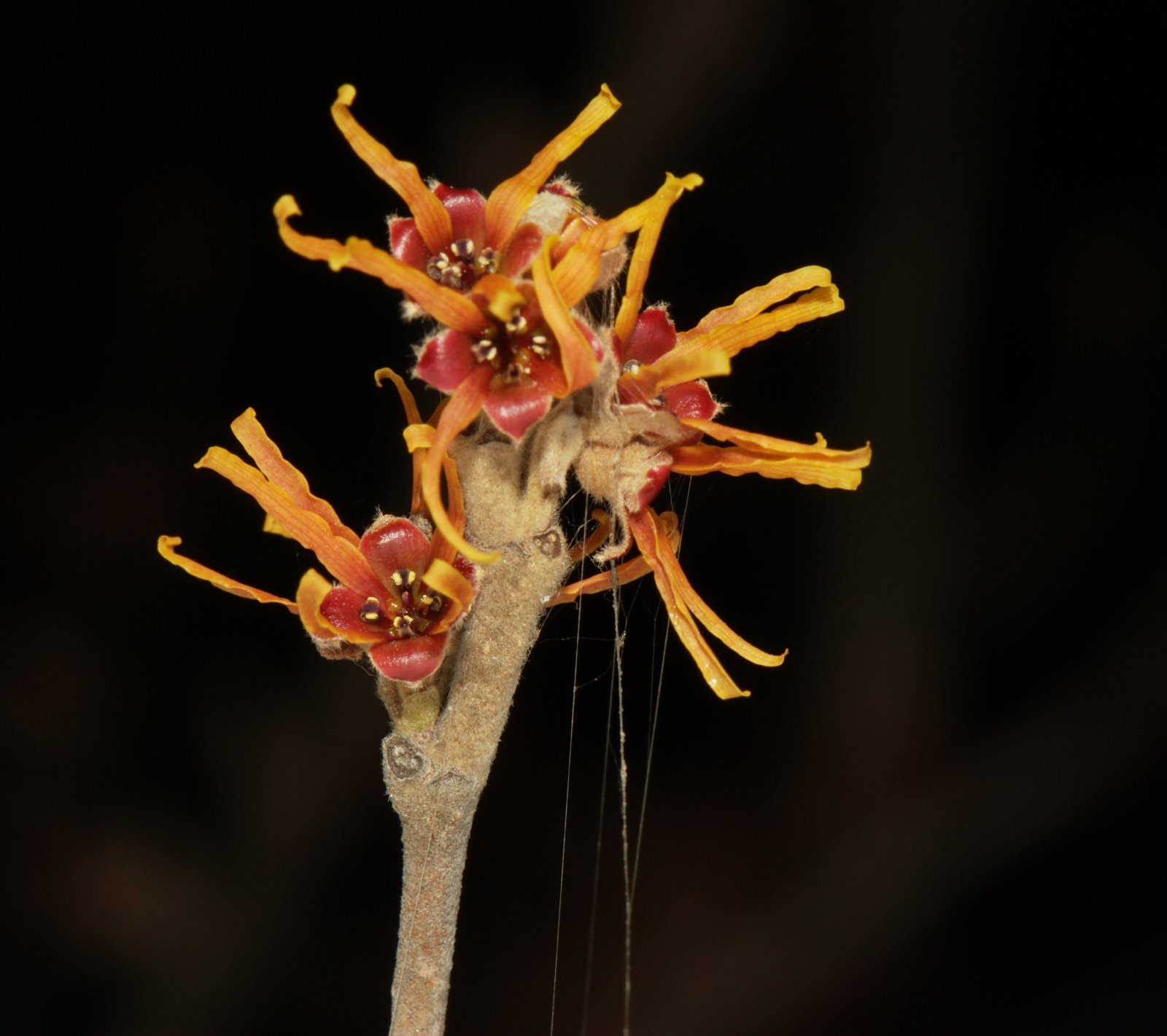